# Ihar Pietryszenka
Ihar Wiktarawicz Pietryszenka (biał. Ігар Віктаравіч Петрышэнка; ros. Игорь Викторович Петришенко, Igor Wiktorowicz Pietriszenko) (ur. 19 października 1965 w Niehlubce w rejonie wieteckim) – białoruski wojskowy, dyplomata i polityk, wicepremier Republiki Białorusi.

## Życiorys
W 1986 ukończył Wileńską Wyższą Szkołę Radioelektroniczną. Po studiach rozpoczął służbę w Armii Czerwonej, a po rozpadzie Związku Radzieckiego w Siłach Zbrojnych Republiki Białorusi. W 1992 ukończył Wojskowy Instytut Czerwonego Sztandaru i 1998 Akademię Zarządzania przy Prezydencie Republiki Białorusi.
W 1996 zakończył służbę wojskową i rozpoczął karierę urzędniczą. W latach 1996–1999 piastował kolejno urzędy doradcy, głównego doradcy oraz szefa działu prawnego przy Ministrze ds. Wspólnoty Niepodległych Państw w Urzędzie Gabinetu Ministrów Białorusi (później pod nazwą Urzędu Rady Ministrów Białorusi). W latach 1999–2003 był szefem Departamentu Współpracy Międzynarodowej Urzędu Rady Ministrów oraz zastępcą szefa Głównego Departamentu Współpracy Międzynarodowej i Handlu Urzędu Rady Ministrów.
W 2003 przeszedł do pracy w białoruskim MSZ, gdzie został zastępcą szefa Departamentu Rosji i Państwa Związkowego. Po kilku miesiącach wyjechał do Moskwy, gdzie został doradcą tamtejszego ambasadora Białorusi.
W 2007 powrócił do kraju i został szefem Departamentu Rosji i Państwa Związkowego MSZ. Rok później został awansowany na urząd pierwszego wiceministra spraw zagranicznych.
W latach 2012–2018 był ambasadorem Białorusi w Moskwie. W 2018 prezydent Białorusi Alaksandr Łukaszenka mianował go wicepremierem w rządzie Siarhieja Rumasa.
22 listopada 2019 stał na czele białoruskiej delegacji na pogrzeb powstańców styczniowych w Wilnie. Podczas przemówienia w wileńskiej katedrze zaskoczył zebranych przemawiając w języku białoruskim.
Po zmianie na stanowisku premiera w czerwcu 2020, utrzymał stanowisko w nowym rządzie Ramana Hałouczenki.
W czerwcu 2022 roku Pietryszenka został wpisany na listę sankcyjną Kanady.